# Seda (ciudad)
Seda es una ciudad en el noroeste de Lituania, provincia de Telšiai, distrito de Mažeikiai.
La ciudad está ubicada a 24 kilómetros al suroeste de la capital municipal Mažeikiai y a aproximadamente la misma distancia al noroeste de la capital provincial Telšiai, en las orillas del Río Varduva y del Lago Seda.
En 2011 tenía 1138 habitantes, de los cuales el 98,42% son Lituanos y el 1,32% son Rusos.
Seda es conocida desde el siglo XIII. Consiguió el título de ciudad en 1780. Tiene 2 iglesias católicas.